# Itacambira
Itacambira är en kommun i Brasilien.   Den ligger i delstaten Minas Gerais, i den sydöstra delen av landet, 500 km öster om huvudstaden Brasília. Antalet invånare är 4 982.
Omgivningarna runt Itacambira är huvudsakligen savann. Trakten runt Itacambira är nära nog obefolkad, med mindre än två invånare per kvadratkilometer.